# 米国看護師ビザ手続きの停滞
米国看護師ビザ手続きの停滞（英語: Nursing visa retrogression in the U.S.）では、米国へ移民あるいは就労ビザを取得することを希望する外国人看護師に対し（米国人との結婚などを除く）、雇用主がスポンサーするビザ（永住権）の認可が2006年あるいは2007年より2012年11月現在、著しく停滞している問題について述べる。また、ナースマネジャー用のH1-b労働ビザの発給も稀である。

## 概要
米国で看護師として働くには日本の看護師国家試験に相当するNCLEX-RNに合格することに加え、労働ビザや永住資格（グリーンカード、後述）が必要である。現在考えられる労働ビザとしてはH1-b等があげられるが、H1-b取得には四年制大学卒業相当資格が必要である。ここで米国の看護師の教育システムと労働ビザの要件にギャップが生じている。これは、米国では2年から4年制の看護学校や大学を卒業する看護師教育システムを採っており、移民法の視点からは4年以上の高等教育が義務づけられている職（4大卒相当が必須のポジション）のようにH1-bビザの出願資格に当てはまらなことから生じている。これは日本の看護師がNCLEX-RNに合格しても同様である。対策としては（看護師としての就職以外の）他の方法でグリーンカードを取得する、大学院を卒業し専門看護師資格（ナースプラクティショナー等）を取得後に労働ビザを取得するなどが考えられる。

## グリーンカードと外国人看護師
移民法上、外国人看護師は廃止されたH1-Aビザのような看護師を優遇するビザがなく一般労働者扱いになる。したがって、現在米国の病院などからグリーンカードのスポンサーを受けた場合、最低でも5年間アメリカ国外または他のビザで待機する必要がある（以前まで存在した看護師優遇策が更新されておらず、看護師ビザ発給関連法案も滞っている）。大統領選挙や経済状況への対応などで政治家に余裕がない、関心が低い上に不法移民の対策などの兼ね合いもあり国民に人気の低い法案を通しづらいことも影響している。

## 米国内での看護学校
米国内の看護学校や大学を卒業した後のOPT（プラクティカル・トレーニング〈職業訓練ビザに相当〉）は卒業後1年のみ有効で延長はない。

## 米国内での看護学校卒業と日本の看護師国家資格取得
なお、米国内の看護学校を卒業した日本人の場合（4年制大学等は別）日本の看護師国家試験出願での3年以上の看護教育を受けるという基準を満たさないと判断され受検できない場合がある。例えばA大学で基礎科学の単位を取り、B看護学校で2年間勉強・卒業しても日本では看護教育2年とカウントされ基準を満たさない。また不足分を埋めるブリッジプログラム（存在しないが）を仮に終了したとしても同じ看護プログラム在籍中にですべての要件を満たす必要性から基準を満たすことはできない。